# مصعب عبدالمجید
مصعب عبدالمجید (انگلیسی: Musaab Abdulmajeed؛ زادهٔ ۹ فوریهٔ ۱۹۹۳) یک ورزشکار است.